# Kırkgözeler, Horasan
Kırkgözeler là một xã thuộc huyện Horasan, tỉnh Erzurum, Thổ Nhĩ Kỳ. Dân số thời điểm năm 2011 là 1.211 người.